# And Man Created God
And Man Created God je deseti studijski album slovensko-hrvaške elektronske skupine Borghesia, ki je izšel leta 10. junija 2014 pri založbi Metropolis Records. Skupina je album izdala po 19-letnem obdobju, v katerem ni izdala nove glasbe; pred tem je bil zadnji studijski izdelek skupine album Pro Choice, izdan 1995. Album je maja 2014 napovedal singl "We Don't Believe You".
Borka je za Mladino album komentirala: "And Man Created God je, površno povedano, paketizacija slovenskega prispevka k »novim družbenim gibanjem«, k zadnjemu glasu ulice, k svetovnim antikapitalističnim demonstracijam, saj poleg preprostih, evergreen uporniških parol pristavi še videospot s posnetki ljubljanskih protestov, ob zadnjem komadu pa posnetek govora najbolj znanega domačega filozofa."

## Seznam pesmi
Vso glasbo in vsa besedila sta napisala Aldo Ivančič in Dario Seraval, razen kjer je to navedeno.
| Št. | Naslov                                                          | Dolžina |
| --- | --------------------------------------------------------------- | ------- |
| 1.  | „We Don't Believe You‟                                          | 4:24    |
| 2.  | „C'est la guerre‟ (besedilo: Bertolt Brecht)                    | 5:05    |
| 3.  | „My Life Is My Message‟                                         | 3:48    |
| 4.  | „Kaufen macht frei – Buy Baby Buy‟                              | 6:08    |
| 5.  | „194‟ (besedilo: anonimna skupina študentov iz Gaze)            | 5:33    |
| 6.  | „Profit, Power and Lies‟                                        | 4:06    |
| 7.  | „Para todos todo‟ (besedilo: Subcomandante Marcos)              | 6:25    |
| 8.  | „Too Much Is Not Enough‟                                        | 4:08    |
| 9.  | „Shoot at the Clock!‟ (besedilo: Herbert Marcuse, Slavoj Žižek) | 4:59    |

## Zasedba
Borghesia
- Aldo Ivančić
- Dario Seraval

Dodatni glasbeniki
- Andraž Mazi — kitara
- Chris Eckman — kitara
- Vitja Balžalorsky — kitara
- Jelena Ždrale — violina
- Irena Tomažin — vokal
- Metod Banko — vokal
- Aphra Tesla — vokal
- Miha Klančnik — trobenta, trombon

Tehnično osebje
- Andraž Muljavec — fotografija
- Dario Seraval — snemanje, miksanje, producent
- Aldo Ivančič — snemanje, miksanje, koproducent